# Тодор Икономов
Тодор Поппетров Икономов, или Тодор Икономпетров Тодоров, е български писател, публицист, издател и политик. Един от най-видните възрожденски учители и участници в борбата за създаване на независима Българска екзархия. Той е сред водачите на Консервативната партия след Освобождението на България.

## Биография

### Образование и младежки години
Тодор Икономов е роден на 29 август 1838 г. в Жеравна, Котленско, в семейство на свещеник. Получава първоначално образование в Жеравна, а след това в Разград и Русе (1848 – 1850). През следващите години работи като абаджия в Тулча (1851 – 1855) и Жеравна (1855 – 1858), продължава образованието си в София при бележития възрожденски просветител Сава Филаретов и в Сливен при Сава Доброплодни. През 1861 г. заминава за Цариград, където е учител и дякон на униатския архиепископ Йосиф Соколски, но по-късно скъсва с униатството. През 1865 г. завършва Духовната академия в Киев. След завръщането си в България е учител в Шумен (1865 – 1869) и Тулча (1869 – 1871), а след това секретар на епархийския съвет в Тулча (1872 – 1878).
Избран е да представлява Тулчанската община на Църковно-народния събор в Цариград (1871). Взема и дейно участие в борбата за независима българска църква. Противник е на въоръжената борба като средство за постигане на националното освобождение, приемайки дуализъм на България и Турция под скиптъра на султана. Заедно с това Икономов се намира под идейното влияние на руската революционно-демократична мисъл.
Той е сред българските публицисти сътрудничили със статии по актуални въпроси на литературата, философията, естетиката и обществено-политическите борби на в. „Македония“, „България“, „Право“, „Турция“ и др. Известно време е редактор на сп. „Читалище“ и редактира в. „Турция“, издавани в Цариград. По време на Руско-турската война (1877 – 1878) участва в управлението на града, а след нейния край за кратко е училищен инспектор във Варна.

### Политическа дейност
След Освобождението Икономов влага силите си в устройството на новата българска държава, отдавайки цялата своя енергия в народно-полезни неща. Избран е за народен представител в Учредителното събрание от Провадийско и става негов подпредседател и един от водачите на Консервативната партия. След това е депутат, окръжен управител (префект) в Сливен и Бургас (1879) и за кратко министър на вътрешните работи (1880) в правителството на Климент Браницки.
На 1 юли 1880 година Тодор Икономов става председател на градския съвет на София и остава на този пост до 30 декември. През този период общината приема първия си годишен бюджет след Освобождението, завършва се градоустройственият план на София и се полага основният камък на сграда, предназначена за Класическата мъжка гимназия, на улиците „Дунав" и „Московска". Общинското управление преминава на подчинение единствено на МВР. След това е окръжен управител на Шумен (1881).
По време на Режима на пълномощията Икономов го подкрепя и става председател на II велико народно събрание (1881) и на новосъздадения Държавен съвет (1882). Във време на груби партизански страсти и материални интересни със своя възрожденски идеализъм Икономов стига до там, че в определени обществени среди „започват да го ненавиждат за консервативното му благоразумие, в други да се надсмиват на наивността му, в трети да го пренебрегват и той бавно, сигурно остава сам, беззащитен дотолкова, че Стамболов може без много шум да го интернира“.
Виждайки това Икономов започва сближаване с умереното крило на Либералната партия, с което участва във второто и третото правителство на Драган Цанков (1883 – 1884). През 1884 г. става редовен член на Българското книжовно дружество (БКД, днес Българска академия на науките), а на 26 септември 1886 г. се включва в таен революционен комитет, основан в Букурещ, който има задачата чрез военен преврат да свали Регентството и да възстанови добрите отношения с Русия. За тези си дейности е подложен на преследвания от правителството на Стефан Стамболов (1887 – 1892).

### Книжовна дейност
Оттегля се от политическия живот в Шумен през 1885 г., където се отдава на книжовна дейност. Притежава 200 овце и една воденица, която се вижда принуден да продаде. За година време отпечатва и препечатва свои учебници и прочитни книги, купува различни учебни пособия – и всичко това на кредит. Сам познал митарствата на книжарството, несигурността на това занятие във време, когато сладкият звън на метала заглушава високите стремления, Илия Блъсков оплаква приятеля си за неговите житейски неблагополучия.
Достоен за големи дела, Икономов е принуден да търси спасителния бряг на книжарството сред разбушуваното море на нечисти страсти и политически комбинации. През 1885 г. във Варна той издава „Протоколи на Цариградската конференция“ и „Протоколи на Берлинския конгрес“, воден от стремежа да задоволи интересите на своите съвременници в конкретната политическа ситуация. Тодор Икономов не е чужд и на драгоценната възрожденска традиция – дарителството.
С писмо № 200 от 20 януари 1884 г. от Управлението на Народното посвещение на Източна Румелия в Пловдив, подписано от директора Йоаким Груев и началика на канцеларията Димитър Душанов, на Икономов се съобщава, че дирекцията приема със задоволство щедрия му подарък от 250 екземпляра от издадените книжки „Писма за Сърбия“ и „Нравственний дълг на человека“ за училищните библиотеки и ученици из областта. МНП получава 500 екземпляра от същите полезни книги. Икономов не забравя и училищата в Тулча – града в който учителства. Главно през годините 1888 – 1889 г. Икономов поддържа оживени връзки с книжари от цялата страна, на които дава и от които получава книги за продан. Той проявява интерес и към руската книжарница.
Краят на книжарската му кариера идва неочаквано. Поради неуредени сметки книгите му са сложени под запор и изхвърлени на улицата, а той – подложен на унижения. Умира две години по-късно, на 28 октомври 1892 г., след неуспешен опит за самоубийство.

## Памет
В област Шумен има село Тодор Икономово. На Тодор Икономов е наречена улица в квартал „Илинден“ в София (Карта).
Част от архивите му се съхраняват във фонд № 19 на Българския исторически архив в Националната библиотека „Св. св. Кирил и Методий“.

## Творчество
Тодор Икономов е автор на много учебници, мемоари и статии публикувани частично през 1897 г. и цялостно едва през 1973 г.
- Нова българска читанка.   1867.
- Читанка за приготвяне към граматиката.   1867.
- Пространна българска читанка за приготвяне към българската граматика.   1868.
- Пълна числителница.   1868.
- Воскресник, или черковно восточно песнопение.   1872.
- Избирането на българския екзарх.   1872.
- Ръководство за словосъчинение на българский язик. Наредил Т. Икономов. Издава книжарницата на Хр. Г. Данов в Пловдив, Русчук, Велес, 1875. (Българската печатница на Янко С. Ковачев, Виена) Архив на оригинала от 2016-03-05 в Wayback Machine.
- Писма за Сърбия.   Русе, 1883.
- Протестантската пропаганда у нас и нейните ползи за България.   1885.
- Кой ще бъде най-виновний.   Русе, 1886.
- Логиката на лицата пред логиката на нещата.   Русе, 1886.
- Самохвалствата на патриотите и истинското положение на България.   1886.
- Читанка за първите два класа.   1886.
- Що трябва да правим, а що правим.   Шумен, 1886.
- Кратка всеобща история за долните класове.   1887.
- Елементарна практическа граматика.   1891.
- Мемоари.   Шумен, 1896.